# 朱利奥·凯撒·德·诺罗尼亚
朱利奥·凯撒·德·诺罗尼亚（葡萄牙語：Júlio César de Noronha，1845年1月26日—1923年9月11日） 是一名巴西海军上将。在1902-1906年间担任巴西海军部部长。在他的主导下，巴西海军通过了一项野心勃勃的计划，准备向英国采购3艘战列舰、3艘1.2万吨的装甲巡洋舰、3艘潜艇、6艘驱逐舰和12艘训练舰。他是南美海军无畏舰竞赛的发起者之一。但由于他的任满退役，此计划未来得及实施，新上任的海军部长将他的计划砍了一大半，只保留三艘战列舰的决定，同时将装甲巡洋舰、3艘潜艇和6艘驱逐舰替换为3艘侦察巡洋舰和多艘小船。
诺罗尼亚1866年加入巴西海军，曾参加过巴拉圭战争。在他的海军生涯中，他在1879-1881年指挥一艘护卫舰“维塔尔·德·奥利维拉”号进行了一次环球航行。这次环球航行访问了九龙半岛，一定程度上促进了巴西帝国和清朝的关系发展。他是1930年巴西军政府主席之一的伊萨伊亚斯·德·诺罗尼亚的叔叔。